# Descent: Journeys in the Dark

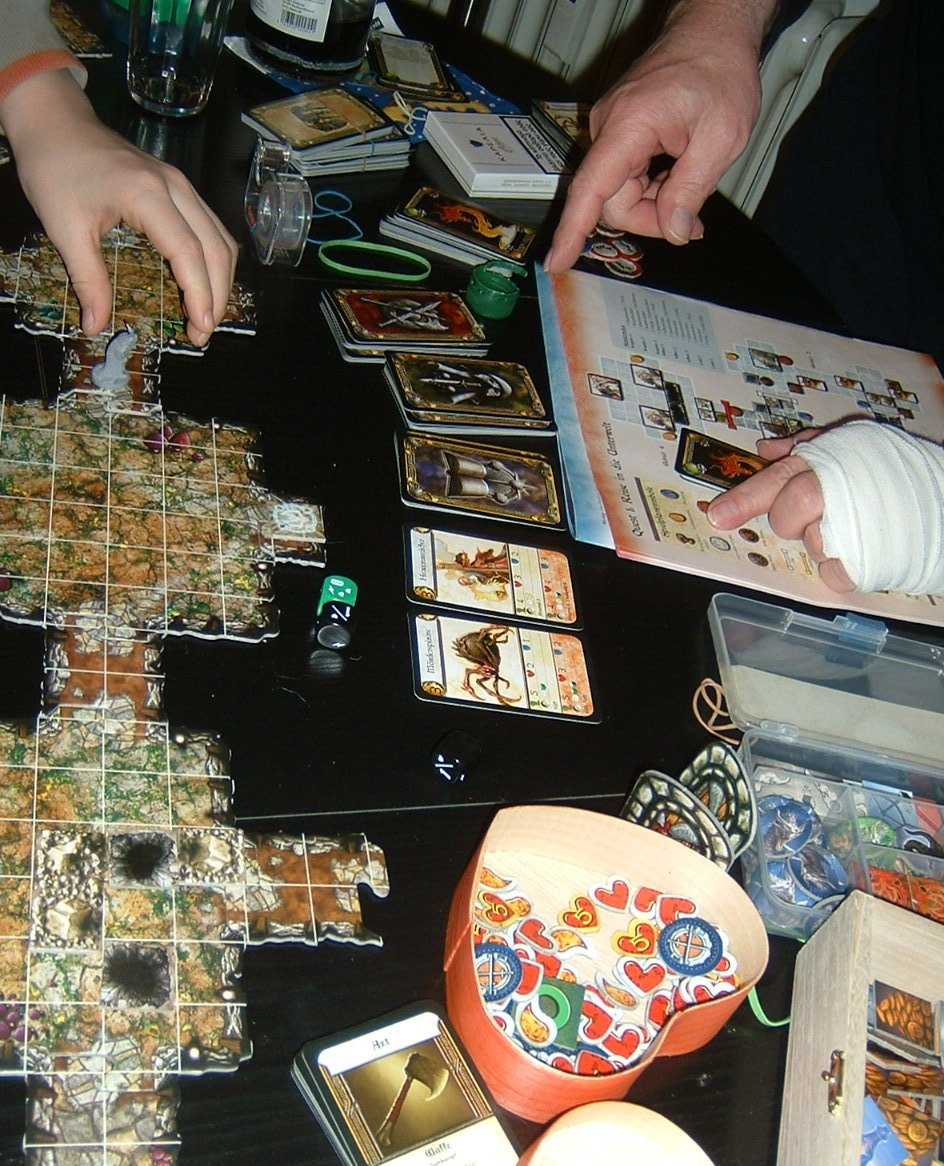
Tijdens het spel

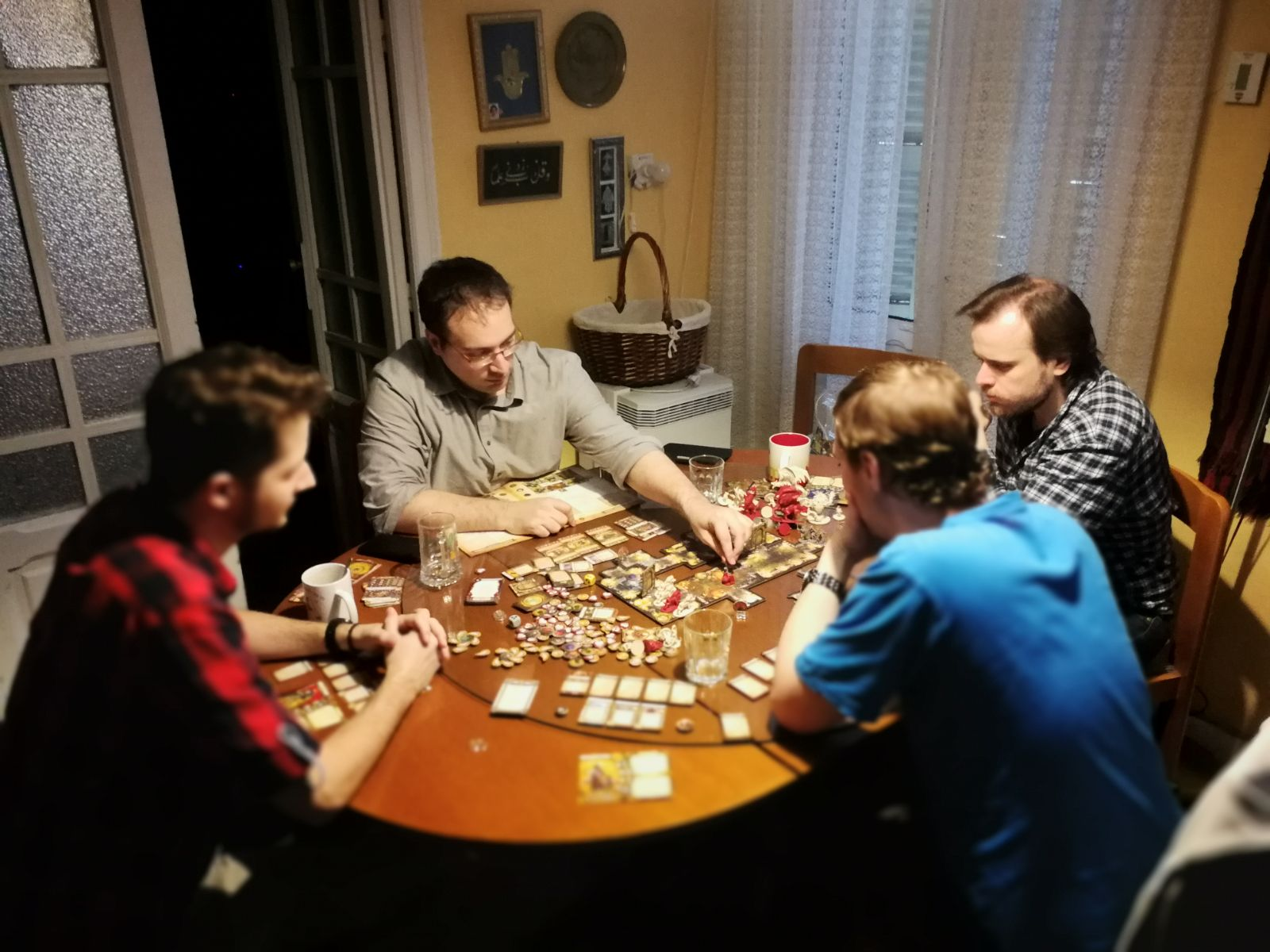
Spelers van Descent

Descent: Journeys in the Dark is een bordspel van Fantasy Flight Games, waarin een groep avonturiers een ondergrondse ruimte betreedt om schatten te vinden en monsters te verslaan. Het spel is geschikt voor minimaal 2 spelers, waarbij 1 speler de rol van de 'Overlord' op zich neemt. Deze speler probeert de avonturiers het leven zuur te maken. 

## 'Overlord'
De 'Overlord' kan hierbij gebruikmaken van een deck kaarten, met daarin kaarten waarmee monsters kunnen worden opgeroepen (Spawns) of vallen (Traps). Dit deck is tevens aangevuld met kaarten die de 'Overlord' op een andere manier kunnen helpen. De kaarten uit dit deck kunnen gespeeld worden door middel van 'Threat'. 'Threat' wordt aan het begin van elke 'Overlord'-beurt aangevuld, en de 'Overlord' kan nutteloze kaarten afleggen voor 'Threat'. 

## Avonturiers
De avonturiers kiezen/trekken aan het begin van het spel een aantal 'skills' (vaardigheden), waarmee ze beter, sterker of sneller kunnen worden. Tevens mogen ze wapens of beschermende kleding kopen in het dorp. Gedurende het spel kunnen ze kisten openen, waarin speciale wapens of speciale beschermende kleding ligt. Ze kunnen geld verdienen door Master monsters te doden, of door goudbuidels te bemachtigen.

## 'Quests'
Het spel draait om een aantal 'quests' die de avonturiers moeten voltooien. De 'quests' sluiten niet op elkaar aan, en de avonturiers en 'Overlord' beginnen elke 'quest' met opnieuw met de aanschaf van wapens e.d. Er is dus geen sprake van een opbouw in karakter of sterkte van de avonturiers van 'quest' naar 'quest'.
Het spel bevat een handleiding en een 'quest-guide'. In de 'quest-guide' staat een flink aantal 'quests'. Deze mogen alleen door de 'Overlord' worden bekeken, omdat anders een aantal verrassingen wegvalt voor de avonturiers. In de gids staat precies beschreven hoe de ondergrondse ruimte moet worden opgebouwd (met behulp van de tegels in het spel) en waar welke monsters of voorwerpen moeten worden geplaatst. Tevens staat hier het verhaal bij dat wordt voorgelezen door de 'Overlord'. Hierin wordt kort verteld over de te betreden ruimte of aanwezige monsters.

## Miniaturen
De monsters en helden worden voorgesteld door miniaturen. Het spel bevat een 60-tal monster-miniaturen, en daarnaast nog een aantal held-miniaturen. Elke miniatuur heeft een bepaalde grootte. Zo is een held 1 vakje groot, maar is bijvoorbeeld een spin 4 hokjes groot. Deze hokjes zijn terug te vinden op de vloertegels. Hierdoor kun je precies zien hoever monsters en avonturiers mogen lopen.

## Speloverzicht
De uitkomsten van een gevecht (en ook sommige gebeurtenissen van de 'Overlord'-kaarten) worden bepaald door dobbelstenen. Elk wapen en monster gebruikt zijn eigen dobbelstenen. De ene dobbelsteen bevat meer schadepunten dan de andere, en dus is het ene wapen beter dan het andere. 
In zijn beurt mag de 'Overlord':
- 'Threat' nemen
- Monsters activeren (aanvallen/lopen)
- Kaarten spelen

In zijn beurt mag de avonturier:
- aanvallen
- lopen
- orders nemen
- rennen
- een combinatie van aanvallen/lopen

De avonturiers mogen gebruikmaken van 'Glyphs', een soort teleporteer-tegels, om terug te keren naar het dorp om daar eventueel te helen of spullen te (ver)kopen. Via dezelfde 'Glyph' kunnen ze weer terugkeren naar de ondergrondse ruimte.

## Voor het spelen
De opzet van het spel neemt flink wat tijd in beslag. Het bouwen van de ondergrondse ruimte, het plaatsen van de voorwerpen (deuren, kisten, drankjes) en monsters, het uitdelen van geld, levenspunten en vermoeidheidspunten, het aanschaffen van wapens en kleding, enz.
Alleen de 'actieve' ruimte wordt gevuld. Als de avonturiers een deur openen naar een nieuwe ruimte, wordt ook deze ruimte gevuld.

## Speeltijd
Een volledige quest neemt al snel een flink aantal uren in beslag om te spelen. Het is niet makkelijk om het spel tussendoor te stoppen (op te ruimen) en later weer voort te zetten.

## Setting
Het spel speelt zich af in een fantasy-wereld, bevolkt door draken, hellehonden, spinnen, skeletten en demonen. Dezelfde setting wordt ook gebruikt in het spel 'Runebound' , ook van Fantasy Flight Games.